# Cosigüina
Der rund 870 Meter hohe Cosigüina, auch Cosegüina, ist ein zu einer Kette von Schichtvulkanen gehörender Vulkankegel im äußersten Westen von Nicaragua. Er bildet eine ausgedehnte Halbinsel, die in den Golf von Fonseca hineinragt.

## Geologie
Die Gipfelkaldera hat einen Durchmesser von etwa 2,5 Kilometer und ist bis zu 870 Meter tief. Auf dem Grund befindet sich der Kratersee Laguna Cosigüina. Als Folge von hydrothermaler Aktivität steigen im Cosigüinasee zeitweilig Gasblasen auf und an der östlichen Flanke gibt es eine heiße Quelle. Der gleichmäßige Bewuchs des Kraters weist jedoch darauf hin, dass dort kein Gas austritt.
Der Vulkankegel wuchs in einem älteren Somma, welcher auf der Nordseite noch nicht ganz überdeckt ist.

## Ausbrüche
Der erste bekannte Ausbruch fand um das Jahr 1500 statt. Dabei gab es eine Explosion, einen Pyroklastischen Strom sowie einen Lahar.
Wohl im Jahr 1609 fand ein weiterer Ausbruch statt.
Um 1709 ereignete sich ein weiterer Ausbruch mit Explosion, Pyroklastischen Strom und einen Lahar.
Ein weiterer nicht gesicherter, größerer Ausbruch wird zwischen dem 28. März 1809 und dem 31. März 1809 vermutet.
Ab dem 20. Januar 1835 begann der heftigste Ausbruch der nicaraguanischen Geschichte. Um ein Uhr nachts am 23. Januar eruptierte der Vulkan mit einem Vulkanexplosivitätsindex der Stufe 5. Es wurden bei dieser Phreatomagmatischen Explosion etwa zehn Kubikkilometer Aschen und Bimssteine ausgeworfen. Der Ausbruch erzeugte Erdbeben, die bis in 450 Kilometer Entfernung zu spüren waren, der Schall war noch im 1750 Kilometer entfernten Bogotá wahrnehmbar. Er dauerte bis zum 27. Januar. Bei dem Ausbruch wurden 500 Meter des Vulkanberges gesprengt und die heutige Caldera gebildet. Dessen Asche wurde in 1400 Kilometer Entfernung in Mexiko und Jamaika gefunden. Im Umkreis von 150 Kilometer verdunkelte die Asche das Tageslicht. Die nach Norden ziehenden Aschewolken überschütteten auch Teile von Honduras mit so viel Vulkanasche, dass das Jahr 1835 in Nicaragua und in Honduras als das Año del polvo („Pulverjahr“) in Erinnerung blieb.
Ein weiterer Ausbruch mit der Stufe 2 des Vulkanexplosivitätsindex ereignete sich im Dezember 1852.
Weitere Aktivitäten mit Explosion und Erdbeben sind am 25. August 1859 genannt.
Im Jahr 2002 kam es zu einer Häufung leichterer Erdbeben in der Nähe des Cosigüina.